# Crotenay
Crotenay ist eine französische Gemeinde im Département Jura in der Region Bourgogne-Franche-Comté.

## Geographie
Crotenay liegt auf 520 m ü. M., etwa acht Kilometer westlich der Stadt Champagnole (Luftlinie). Das Haufendorf erstreckt sich im Jura, am nördlichen Rand der Senke der Combe d’Ain, in leicht erhöhter Lage nördlich des Ain zwischen dem Kamm der Heute (Côté de l’Heute) im Westen und dem Montsaugeon im Osten.
Die Fläche des 11,61 km² großen Gemeindegebiets umfasst einen Abschnitt des französischen Juras. Der zentrale Teil des Gebietes wird vom Plateau von Crotenay (durchschnittlich 520 m ü. M.) und der südlich anschließenden breiten Senke des Ain eingenommen, die rund 40 m tiefer liegt. Der Fluss tritt in diesem Bereich aus einem in die umgebenden Plateaus eingesenkten Tal aus Osten in die Combe d’Ain ein und ändert seine Fließrichtung in der Talniederung nach Süden. Er bildet die südliche Gemeindegrenze. Auf dem Plateau von Crotenay in einer Mulde westlich des Dorfes befinden sich die beiden Étangs de Malaval. 
Eingefasst wird dieser zentrale Teil auf drei Seiten von ausgedehnten Waldgebieten. Die westliche Abgrenzung markiert die langgezogene Krete der Heute, auf der mit 648 m ü. M. die höchste Erhebung von Crotenay erreicht wird. Im Norden steigt das Gebiet zur Forêt Domaniale de la Faye de Montrond an. Im Osten bildet der Montsaugeon (643 m ü. M.) einen isolierten Hügel, einen Zeugenberg des Plateaus von Champagnole. Die östliche Grenze verläuft entlang dem Angillon, der hier in den Ain mündet.
Zu Crotenay gehören der Weiler La Praz (505 m ü. M.) am Westfuß des Montsaugeon am Eintritt des Ain in die Combe d’Ain und einige Einzelhöfe. Nachbargemeinden von Crotenay sind Besain und Montrond im Norden, Champagnole im Osten, Pont-du-Navoy im Süden sowie Bonnefontaine und Picarreau im Westen.

## Geschichte
Das Gemeindegebiet von Crotenay war schon seit dem 5. Jahrhundert besiedelt, was aufgrund der Entdeckung eines Gräberfeldes mit zahlreichen Grabstätten aus dem 5. bis 9. Jahrhundert nachgewiesen werden konnte. Erstmals urkundlich erwähnt wird Crotenay im 12. Jahrhundert. Seit dem Mittelalter gehörte das Dorf zur Herrschaft Montsaugeon, deren Burg sich auf dem gleichnamigen Hügel südöstlich des Ortes befand. Diese wurde durch die Könige Ludwig XI. und Ludwig XIV. zerstört. Zusammen mit der Franche-Comté gelangte Crotenay mit dem Frieden von Nimwegen 1678 an Frankreich.

## Sehenswürdigkeiten
Die Dorfkirche Saint-Pierre in Crotenay wurde 1831 eingeweiht. Von der ehemaligen Burg Montsaugeon sind nur noch wenige Überreste erhalten.

## Bevölkerung
| Jahr                       | 1962 | 1968 | 1975 | 1982 | 1990 | 1999 | 2008 | 2019 |
| -------------------------- | ---- | ---- | ---- | ---- | ---- | ---- | ---- | ---- |
| Einwohner                  | 350  | 373  | 496  | 582  | 579  | 598  | 639  | 630  |
| Quellen: Cassini und INSEE |      |      |      |      |      |      |      |      |

Mit 619 Einwohnern (Stand 1. Januar 2022) gehört Crotenay zu den kleinen Gemeinden des Départements Jura. Seit Beginn der 1960er Jahre wurde eine deutliche Bevölkerungszunahme verzeichnet.

## Wirtschaft und Infrastruktur
Crotenay war bis weit ins 20. Jahrhundert hinein ein vorwiegend durch die Landwirtschaft und die Forstwirtschaft geprägtes Dorf. Daneben gibt es heute einige Betriebe des Klein- und Mittelgewerbes, darunter ein Unternehmen des Baugewerbes, ein Wasserkraftwerk und ein Kieswerk. Crotenay ist Standort des Flugplatzes Champagnole-Crotenay. Mittlerweile hat sich das Dorf auch zu einer Wohngemeinde gewandelt. Viele Erwerbstätige sind Wegpendler, die in den größeren Ortschaften der Umgebung ihrer Arbeit nachgehen.
Die Ortschaft ist verkehrstechnisch recht gut erschlossen. Sie liegt an der Hauptstraße D471, die von Lons-le-Saunier nach Champagnole führt. Weitere Straßenverbindungen bestehen mit Château-Chalon und Montrond.